# Galumna coronata
Galumna coronata är en kvalsterart som beskrevs av Sandór Mahunka 1992. Galumna coronata ingår i släktet Galumna och familjen Galumnidae. Inga underarter finns listade i Catalogue of Life.